# Opius srilankensis
Opius srilankensis är en stekelart som beskrevs av Fischer 1988. Opius srilankensis ingår i släktet Opius och familjen bracksteklar. Inga underarter finns listade i Catalogue of Life.